# Autographa dudgeoni
Autographa dudgeoni là một loài bướm đêm trong họ Noctuidae.